# Звук падения
«Звук падения» (нем. In die Sonne schauen, досл. «Глядя на солнце») — немецкая драма, соавтором сценария и режиссёром которой стала Маша Шилински. Сюжет рассказывает о четырёх поколениях женщин, связанных между собой фермой в регионе Альтмарк.
Мировая премьера фильма состоялась 14 мая 2025 года в основном конкурсе 78-го Каннского кинофестиваля, где картина будет бороться за «Золотую пальмовую ветвь». Премьера в Германии запланирована на 11 сентября 2025 года.

## Сюжет
Фильм рассказывает о четырех девушках — Альме, Эрике, Анжелике и Ленке — из разных исторических эпох, чьи жизни тонко взаимосвязаны. Каждая из них проводит свою юность на одной и той же ферме в регионе Альтмарк. По мере того как они переживают своё настоящее, постепенно всплывают следы прошлого.
Альма растет в помещичьей семье в Германской империи незадолго до Первой мировой войны. Родители семилетней девочки в основном молчат, а повседневная жизнь семьи характеризуется религиозностью и суевериями. Однажды Альма узнает через фотографию умершего человека, что ее назвали в честь умершей сестры. Из-за сходства с Альмой ее дразнят старшие сестры. С тех пор она считает, что ее ждет та же судьба, и начинает задумываться о собственной смертности. Она позирует в той же позе, что и мертвая женщина на дагерротипе. Добродушная служанка Труди, которую, как и многих других служанок, насильно стерилизовал работодатель, становится жертвой детской шалости. Она ухаживает за старшим братом Эрики Фрицем, которому ампутировали голень. Семья намеренно создает видимость несчастного случая на производстве, чтобы их сыну не пришлось идти на войну.
Эрика живет на ферме в 1940-х годах в тени Второй мировой войны. Она теряет себя в эротическом любопытстве и увлечении своим «инвалидом войны» дядей Фрицем. Эрика делает бесчисленные рисунки прикованного к постели мужчины и сама имитирует ампутацию. Она также пробирается ночью в его комнату, чтобы попробовать на вкус пот, стекающий с пупка Фрица. Когда отец Эрики бьет ее за то, что она заметно пренебрегает своими обязанностями на ферме, она лишь слабо, горестно улыбается.
Жаждущая жизни Анжелика живет на ферме во времена ГДР в 1980-х годах и попадает в ловушку хрупкой фермерской семьи. Она — дочь Ирма, который, в свою очередь, является сестрой Эрики. Пробуждающаяся сексуальность Ангелики привлекает внимание ее презренного дяди Уве, который эксплуатирует девушку. Его неловкий сын Райнер, кузен Ангелики, также испытывает к ней чувства. Ангелика и он флиртуют и целуются. Она балансирует между тоской по смерти и жаждой жизни. Когда она присоединяется к семье для совместной фотографии на полароид, ее судьба похожа на судьбу Альмы.
В настоящем времени главной героиней является Нелли, приехавшая из Берлина и живущей со своей сестрой Ленкой и родителями на пустующей, запущенной ферме, которую они хотят отреставрировать. Она растет в кажущейся безопасности. Тем не менее девочку преследуют напряженные сны и неосознанный груз прошлого. Однажды на ферме вновь происходит трагическое событие. В результате границы между прошлым и настоящим начинают стираться. Ленка дружит с девочкой по имени Кайя, у которой умерла мать.

## В ролях
- Ханна Хект — Альма
- Лена Урзендовски — Ангелика
- Лаэни Гайзелер — Ленка
- Сюзанна Вюст — Эмма
- Луиза Хейер — Криста
- Леа Дринда — Эрика
- Флориан Гайссельманн — Райнер
- Грета Кремер — Лия
- Клаудия Гайслер-Бадинг — Ирм
- Зоя Байер — Нелли
- Константин Линдхорст — Уве
- Лузия Опперманн — Труди
- Годе Бенедикс — Макс
- Филип Шнак — Фриц

## Производство
Ради вдохновения соавторы сценария Маша Шилински и Луиза Петер провели лето на ферме в Альтмарке, работая над собственными сценариями. Сценарий разрабатывался в течение трёх лет. Первоначально фильм назывался «Доктор говорит, что я буду в порядке, но я чувствую себя синим», съёмки заняли 34 дня в Нойлингене и Вельгасте, оба в Саксонии-Анхальт. Съёмки завершились 2 сентября 2023 года.
MK2 приобрела международные права на прокат фильма в апреле 2025 года. 14 мая 2025 года фильм будет показан в конкурсе Каннского кинофестиваля 2025 года. Премьера в Германии состоится 11 сентября 2025 года.

## Отзывы и оценки
В марте 2023 года неснятый сценарий был удостоен престижной премии Томаса Штриттматтера. Жюри в составе Юлии фон Хайнц, Йохена Лаубе и продюсера Сабины Штайер-Виолет выбрало сценарий из более чем 50 присланных работ, в то время ещё под рабочим названием «Доктор говорит, что все будет хорошо, но я чувствую грусть» (The Doctor Says I’ll Be Alright, But I’m Feeling Blue). Согласно заявлению жюри, фильм представляет собой «впечатляющую, многослойную работу, которая останется с вами надолго». Четыре временных периода в фильме «искусно переплетены», а сценарий содержит «невероятно» запоминающиеся образы, которые используются для «повествования о наследстве, передающемся от поколения к поколению, и рисуют мысленную картину четырёх поколений».
Гай Лодж в рецензии для Variety назвал фильм «изысканным» и «поразительно уравновешенным и амбициозным». Он похвалил сценариста Машу Шилински и соавтора Луизу Питер за создание сложной истории женственности через призму четырёх главных героинь, отметив, что «ни один тонкий момент ремесла, исполнения или поэтического нюанса [не был] поспешен или проигнорирован». Он также высоко оценил режиссуру Шилински и операторскую работу Фабиана Гампера.